# EKG数列
EKG数列（EKGすうれつ）は、次のように定義される整数列。
{\displaystyle a_{1}=1,a_{2}=2}。{\displaystyle a_{3}}以降は、直前の項と互いに素ではない最小の自然数（ただし、それまでにこの数列の項として出現していないものに限る）。最初のいくつかの項は1, 2, 4, 6, 3, 9, 12, 8, 10, 5, 15, 18, 14, 7, 21, ... である。

## 性質
- すべての自然数はこの数列の項として出現する。
- 素数が出現する場合、{\displaystyle p_{1}}, {\displaystyle p_{2}}:素数、{\displaystyle p_{1}}＜{\displaystyle p_{2}}ならば{\displaystyle p_{2}}は{\displaystyle p_{1}}より後に出現する。
- nを横軸に、{\displaystyle a_{n}}を縦軸にプロットしたグラフは、細かく増減を繰り返しながら大局的に増加する直線に近い形になる。細部を見ると心電図（英: Electrocardiogram, ECG, 独: Elektrokardiogramm, EKG）の波形に似ているのが命名の由来。

## 予想
- {\displaystyle p=a_{m}}:素数ならば{\displaystyle a_{m-1}=2p}, {\displaystyle a_{m+1}=3p}
- {\displaystyle n\rightarrow \infty }に対し{\displaystyle a_{n}}の極限は:
  - {\displaystyle a_{n}}：奇素数 ⇒ {\displaystyle a_{n}\sim {\frac {1}{2}}n(1+{\frac {1}{3logn}})}
  - {\displaystyle a_{n}}：奇素数の3倍 ⇒ {\displaystyle a_{n}\sim {\frac {3}{2}}n(1+{\frac {1}{3logn}})}
  - {\displaystyle a_{n}}：奇素数でも奇素数の3倍でもない ⇒ {\displaystyle a_{n}\sim {\frac {3}{2}}n(1+{\frac {1}{3logn}})}